# Peg Woffington
Peg Woffington (née Margaret Woffington le 18 octobre 1720 et morte le 28 mars 1760) est une actrice britannique et une mondaine de l'époque georgienne.

## Biographie

### Jeunesse
Woffington naît dans une famille modeste à Dublin, dans le royaume d'Irlande. On pense que son père est un maçon et qu'après sa mort, la famille s'est appauvrie. Sa mère se voit contrainte de faire la lessive[Quoi ?] pendant que Peg vend du cresson de fontaine de porte en porte. On dit[Qui ?] que Peg, encore pré-adolescente, en se promenant dans un marché, tombe sur Madame Violante (en), une célèbre funambule. Signora Violante, fascinée par le beau visage de Peg, l'accompagne chez elle et demande à sa mère la permission de la prendre comme son apprentie.

### Carrière
Vers 1730, Madame Violante met en vedette Peg dans le rôle de Polly Peachum dans une production de The Beggar's Opera de John Gay. Cela sert de tremplin à la renommée de Woffington à Dublin, et elle continue à danser et à jouer dans la région — jouant Dorinda dans une adaptation de La Tempête au Theatre Royal, Dublin (en) en 1735 et rejoignant le Smock Alley Theatre (en) pour jouer avec l'acteur David Garrick. Elle danse et joue dans divers théâtres de Dublin jusqu'à ce que son succès dans The Constant Couple de George Farquhar en tant que Sir Harry Wildair l'amène à faire ses débuts à Londres à Covent Garden ; elle devient bien connue comme actrice par la suite.
Elle a du succès dans le rôle de Sylvia dans The Recruiting Officer (en). Elle se produit à Drury Lane pendant plusieurs années avant de retourner à Dublin, où elle joue dans diverses pièces. Ses performances les mieux accueillies sont celles dans des rôles comiques, tels que les élégantes femmes de la mode comme Lady Betty Modish et Lady Townley, et des breeches roles (en) (lorsqu’elle joue des rôles masculins).
Elle vit ouvertement avec David Garrick, le plus grand acteur de l'époque, et ses autres liaisons amoureuses (y compris avec Edward Bligh, 2e comte de Darnley et le député Charles Hanbury Williams), sont nombreuses et notoires. Elle devient l'amie et la mentor des sœurs Elizabeth et Maria Gunning, et partage également la scène avec Charles Macklin, Kitty Clive et la tragédienne Susannah Maria Arne (alors connue sous le nom de Cibber, après son mariage avec Theophilus Cibber).

### Apparition dans des œuvres culturelles
Elle est la protagoniste principale d'une bande dessinée de Jean Harambat parue en 2023, La pièce manquante. Si, outre Peg Woffington, on y retrouve plusieurs personnages historiques (notamment David Garrick), la BD ne se veut pas pour autant historique et met en scène la recherche de la pièce perdue de Shakespeare, Cardenio (en).